# Simone Rethel
Simone Rethel-Heesters (Herrsching am Ammersee, 15 juni 1949) is een Duitse toneelspeelster en schrijfster.

## Biografie
Simone Rethel is de dochter van fotografe Brigitte Wex (1913-2000) en schilder en ontwerper Alfred Rethel (1922-2003), kleindochter van vliegtuigontwerper Walter Rethel en afstammeling van historieschilder Otto Rethel, de broer van Alfred Rethel.
Als schoolmeisje speelde ze de hoofdrol in de film Die fromme Helene uit 1965, geregisseerd door Axel von Ambesser (met Theo Lingen en Friedrich von Thun). Nadat ze de school had verlaten, volgde ze een acteeropleiding bij Hanna Burgwitz en maakte ze in 1966 haar debuut in het Beierse Staatstheater in München in Die Freier van Joseph von Eichendorff - opnieuw onder regie van Axel von Ambesser, die zijn ontdekking herhaaldelijk engageerde voor verschillende rollen op het toneel en op televisie.
Rethel verschijnt voornamelijk op tabloid-podia en was te zien in talloze televisieseries zoals Aktenzeichen XY ... ungelöst, Der Kommissar, Derrick, Der Alte, Schöne Ferien en Diese Drombuschs.
Naast haar werk als actrice was zij ook actief als schilder en fotografe. Sinds begin 2005 is Simone Rethel-Heesters ambassadrice voor het initiatief 'Waardig ouder worden' en zet ze zich in om het publiek bewust te maken van de ziekte van Alzheimer. Begin 2010 publiceerde Rethel-Heesters het non-fictie boek Never Say You're Too Old, waarin ze het negatieve sociale beeld van ouder worden bekritiseert. Hierin roept ze mensen op om actief te blijven op oudere leeftijd en niet te stoppen met zichzelf doelen te stellen in het leven.

## Privéleven
Van 1992 tot zijn dood in 2011 was Simone Rethel getrouwd met Johannes Heesters, die 46 jaar ouder was. Van 1996 tot de zomer van 2001 speelde Heesters naast Rethel in het voor haar geschreven stuk Ein gesegnetes Alter.

## Filmografie
- 1965: Die fromme Helene
- 1969: Junger Herr auf altem Hof (televisieserie)
- 1971: Der erste Frühlingstag
- 1971: Der Kommissar – Der Moormörder (televisie)
- 1972: Aktenzeichen XY … ungelöst (televisieserie)
- 1972: Der Kommissar – Tod eines Schulmädchens (televisieserie)
- 1972: À la guerre comme à la guerre
- 1973: Der Lord von Barmbeck
- 1973: Der Komödienstadel: Kleine Welt
- 1973: Der Kommissar – Der Tod von Karin W. (televisieserie)
- 1974: Der Kommissar – Mit den Augen eines Mörders (televisieserie)
- 1974: Die schöne Helena
- 1976: Der lachende Apfel
- 1977: Es muß nicht immer Kaviar sein (televisieserie)
- 1977: Tatort: Drei Schlingen (televisieserie)
- 1977: Der Alte – Konkurs (televisieserie)
- 1978: Das Geld liegt auf der Bank
- 1978: Der Pfingstausflug
- 1979: Der Alte – Neue Sachlichkeit (televisieserie)
- 1980: Teegebäck und Platzpatronen
- 1980: Einmal Hunderttausend Taler
- 1981: Der Schützling
- 1981: Es bleibt in der Familie
- 1982: Schuld sind die Frauen
- 1983: Omelette Surprise (komedie) (ORF)
- 1983: Der Trauschein
- 1983: Die violette Mütze (televisie)
- 1983: Geschichten aus der Heimat - Das Silvesterbaby (televisieserie)
- 1983: Derrick – Die Schrecken der Nacht (televisieserie)
- 1985: Schöne Ferien (met Sigmar Solbach en Claudia Rieschel)
- 1985–1986: Polizeiinspektion 1 (televisieserie, 2 afleveringen)
- 1992–1993: Diese Drombuschs
- 1992: Chéri, mein Mann kommt! (televisie)
- 1993: Glückliche Reise – Neuseeland
- 1994: Der Heiratsvermittler (televisie)
- 1994–1996: Immer wieder Sonntag
- 1994: Drei zum Verlieben (televisie)
- 1995: Der Mond scheint auch für Untermieter
- 1995: Zwei alte Hasen (televisie)
- 1996: Ein gesegnetes Alter
- 1996: Rosamunde Pilcher – Schneesturm im Frühling (televisieserie)
- 1996: Im Namen des Gesetzes (televisieserie)
- 1997: Entre terre et mer (televisie)
- 1999: Theater: Momo
- 1999: Stubbe – Von Fall zu Fall (1 aflevering)
- 1999: Das Amt – Späte Liebe
- 2000: Fast ein Gentleman (televisie)
- 2003: In aller Freundschaft (1 aflevering)
- 2008: Wege zum Glück (1 aflevering)
- 2012: Die Garmisch-Cops – Badeschaum für einen Toten
- 2016: Die Rosenheim-Cops – Schönheit hat ihren Preis
- 2016: Schwarzach 23 und die Jagd nach dem Mordsfinger
- 2017: SOKO München – Altweibersommer
- 2017: Sturm der Liebe (televisieserie)
- 2019: SOKO Stuttgart – Kaffeefahrt (televisieserie)
- 2021: Die Rosenheim-Cops – Drei Grazien und ein Todesfall
- 2024: Hubert ohne Staller – Zu den Sternen

## Weblinks
- Website van Simone Rethel

- Gemeinsame Normdatei: 120800705
- International Standard Name Identifier: 0000 0000 4066 8882
- Library of Congress Control Number: n2007044591
- Nederlandse Thesaurus van Auteursnamen: 301165041
- Virtual International Authority File: 30376189
- WorldCat: E39PBJjxrgWJ7RDwYMmPg4Gj4q